# 東山事件
東山事件（ひがしやまじけん）は、1977年（昭和52年）5月8日に成田空港問題を巡って空港建設反対派と機動隊が衝突した際、三里塚芝山連合空港反対同盟の支援者が、機動隊が発射した催涙ガス弾の頭部への直撃を受け、2日後に死亡したとされる事件である。

## 概要

### 事件当日までの経緯
5月6日に、新東京国際空港公団（以下「空港公団」）が、抜き打ち的に反対同盟が空港妨害のために建てた「岩山大鉄塔」を撤去した。翌日には飛行検査が開始され、反対派が古タイヤを燃やすなどして妨害する中、運輸省のYS-11型検査機「千代田号」が初めて空港に降り立った。
一方、反対同盟員及び新左翼活動家らからなる成田空港建設反対派（以下、反対派）は憤慨し、5月8日に大規模な抗議活動を行うことを企図し、集会届を千葉県警察に提出した。しかし、県警は県公安条例で届出が72時間前に行うことを定められていることを理由に、要件を満たしていないとして拒否した。
反対派は無許可でも抗議集会を決行することとし、会場を芝山町にある山武農協千代田事務所として各セクトに連絡した。これを受けた千葉県警は、会場が空港の第5検問所に近すぎることから、ゲリラによる検問所襲撃が発生することを懸念し、集会を認める代わりに、会場を三里塚第2公園に変更させようとした。この連絡は反対同盟側に伝わらず、反対派は予定通り芝山町に集結することとなった。
集会当日となる5月8日の未明、火炎瓶による第五検問所へのゲリラ襲撃事件が発生し、機動隊員1人が負傷した。
千葉県警は、会場に向かう道路上で検問や規制線を張ることで支援学生や武器の流入を防ぐつもりであったが、朝から大勢の反対派が会場周辺に集まったために警察部隊を動かすことができず、武器を持った学生らが殺到する事態となった。現地に集結したセクトの主力は、第四インター・中核派・革労協であった。集会参加者3,700人のうち地元住民は700人程度であったとされる。
千葉県警は、「公共性が強くないので届を必要しない」との見解を発表して無届で始められた集会を黙認したが、午前11時過ぎに国道296号線に火炎瓶などをもった赤ヘルメットを被った学生らが現れた。学生らはエンジンを吹かした2台の乗用車に火炎瓶を投げつけて炎上させたうえで、機動隊に向けて突入させた。車輌はガソリンスタンドの脇に突っ込んで激しく炎上、付近の林や倉庫に飛び火した。これを切っ掛けとして、3700人の反対派と4000人の機動隊の衝突が発生した。
支援学生らは、投石班・鉄パイプによる武装班・火炎瓶班などに分かれて行動し、小型トラックが往復して武器が配られた。午後11時から午後2時までの3時間で火炎瓶約500本を消費し、トラックに満載した約2トンもの石が投石に用いられた。またクロルピクリン入りの瓶の投擲も報告されている。これに対し機動隊は催涙ガス弾（警察公称では「ガス筒」）発射や放水で応戦した。現場にいた3.26管制塔占拠事件の被逮捕者である平田誠剛によると、機動隊は、この日初めて新型の連発式ガス銃を使用し、ピンク色のソーセージに似た強化プラスチック弾を発射したという。。
衝突の最中である午後1時に集会が始まり、戸村一作反対同盟代表は「鉄塔が倒されたといって同盟は崩壊しない。今、鉄塔跡に新たな闘争拠点としてヤグラを建設中だ。法治国家を公言する者たちが自ら法を破ったのだから、われわれは何をしてもよい」と激しいアジテーションを行った。会場からは機動隊への火炎瓶投擲が行われ、これに対して機動隊が催涙ガス弾を撃ち返してきたため、女子供もいる集会会場は大混乱に陥った。この日警察が発射した催涙ガス弾は、訓練用模擬弾約10発を含む310発にも上った。地元住民らは家屋への延焼を防ごうと水や土をかけたり、敷地に逃げ込んできた学生らに庭を荒らされるなど、この日の衝突の巻き添えをくらうこととなった。

### 事件の発生
機動隊が学生らの攻撃を食い止めて攻勢に転じた直後の午前11時20分頃、衝突での負傷者への応急処置を行う目的で反対派が芝山町大里に設置した「臨時野戦病院」への機動隊の進入を防ぐために芝山町横宮交差点の近くでスクラムを組んでいたタクシー運転手の東山薫（当時27歳）が右後頭部を負傷し、意識不明の重体となった。反対派によると、当時東山は国道に向かって仲間4人とスクラムを組んでおり、裏側から野戦病院に向けて機動隊が向かう気配に後ろを振り返ったところを、国道側から撃たれたガス弾1発が命中したのだという。
東山は「非戦闘員」を表す赤十字マークがついたゼッケンを着用しており、この日は頭部をヘルメット（ゲバヘル）等で保護していなかった。
ノンセクトの支援者が集まる坂志岡団結小屋のリーダー的存在であった東山は仲間の自動車で成田赤十字病院に搬送されたが、直後に脳死状態となり、2日後の5月10日に死亡した。死亡診断書では直接死因を「解放性脳損傷および脳挫傷」とされた。
反対派側にとっては（精神的苦痛による自殺等を除けば）三里塚闘争での初めての死者であり、反対同盟に衝撃が広がった。戸村代表は東山の両親に面会して「申し訳ない、申し訳ない」と繰り返して詫び、『東山薫の死』と題する抽象彫刻を作成して弔意を示した。
この日の衝突で機動隊144人が負傷し（うち入院4人）、反対派も296人が負傷（東山含む、うち入院3人）、23人が逮捕された。

## 両者の主張
東山の死を巡っては、遺族・反対派側と警察側で以下のように意見が対立した。

### 遺族・反対派側の主張
- 東山が負傷したのは角度30°で100メートル飛ばす威力があるガス銃（警察公称では「ガス筒発射器」）を機動隊員が3 - 5メートル程度の至近距離で水平に発射したためであり、殺意を持って行った「銃殺」である[4]。
- ガス銃は本来上に向けて使用するものであるが、機動隊員が実際に水平撃ちを行う様子が現場を記録した映像にも残されている。
- 現場では模擬弾(強化プラスチック弾)が回収されており、反対派を物理的に負傷させる目的で催涙ガス弾でなく模擬弾を使用したのではないか[7]。
- 「犯人」は弾の形状が頭部陥没部と合致し水平撃ちが可能な新型ガス銃（千葉県警ではこの日初めて使用された[8]）を現場で装備していた数名の機動隊員のうちのいずれかである。
- 東山は救護所防衛隊員であり、軽装で無防備の救護班員を水平撃ちするのは殺人行為であり、歴史的な弾圧である[1]。

### 警察側の主張
- この日の鎮圧は過激派集団が火炎自動車を機動隊の隊列に突っ込ませたり、火炎瓶を投げたり、鉄パイプで襲いかかるなど、警察官の生命をおびやかす違法行為にでたために行われたものである[2][3]。
- 東山の負傷の原因は反対派の投石によるもので、「同士討ち」である[4]。
- 角度30°をつけたガス銃の通常使用は警職法第五条に基づくものであるが、仮に「水平撃ち」が行われていた場合であっても、火炎瓶・鉄パイプ・投石・クロルピクリンによる攻撃を行う550人の「極左暴力集団」に対する使用であり、当方の生命に危険の及ぶような事態の場合は武器を使用してもよいと定めた同法第七条の範疇である[2][3][7][9]。
- 東山は、5年前から現地に常駐して妨害鉄塔で見張りに立つなどしていた活動家であり、反対派が投石用の石を運搬するなどの準備を衝突の前にしていた際には指揮を執っていた様子も伺われる（「極左暴力集団」の一員であり、「非戦闘員」ではない）[2][7]。
- 模擬弾は威嚇目的で使用しており、東山が負傷した午前11時前後には使用していない[7]。
- 「極左暴力集団」が使用する火炎瓶に対しては大盾での防御に限界があり、警察の放水車の数も限られていることから、ガス銃の使用に頼らざるをえない[2][7]。

## 反対派・東山遺族からの訴訟
東山の両親は、1977年6月15日に日本国政府と千葉県を相手取って総額9380万円の損害賠償を求める民事訴訟を起こした。
第一審では千葉地方裁判所が1985年（昭和60年）に原告の訴えを退けたが、控訴審では1990年（平成2年）に東京高等裁判所が千葉地裁判決を破棄して東山の死因を機動隊が発射したガス弾が頭部を直撃したことによるものと推認し、3940万円の賠償を県に対して命じた。1996年（平成8年）に最高裁判所が千葉県側の上告を棄却したことにより、控訴審判決が確定判決となった。
また反対同盟は、事件発生当時の警察庁長官（浅沼清太郎）・関東管区警察局長・県警本部長・県警警備部参事官・ガス弾を発射した機動隊員（氏名不詳）の5人を、殺人罪・特別公務員暴行陵虐致死罪容疑で1977年5月13日に別途刑事告訴していたが、千葉地方検察庁は東海大学の鑑定結果を根拠に警察が主張する「同士討ち」説を採用して不起訴処分とし、1984年（昭和59年）に結審した最高裁でも覆らなかった。

## 事件の背景
5月8日の衝突が激しいものとなった背景として、以下の事柄が挙げられる。

### 「岩山鉄塔」と反対派

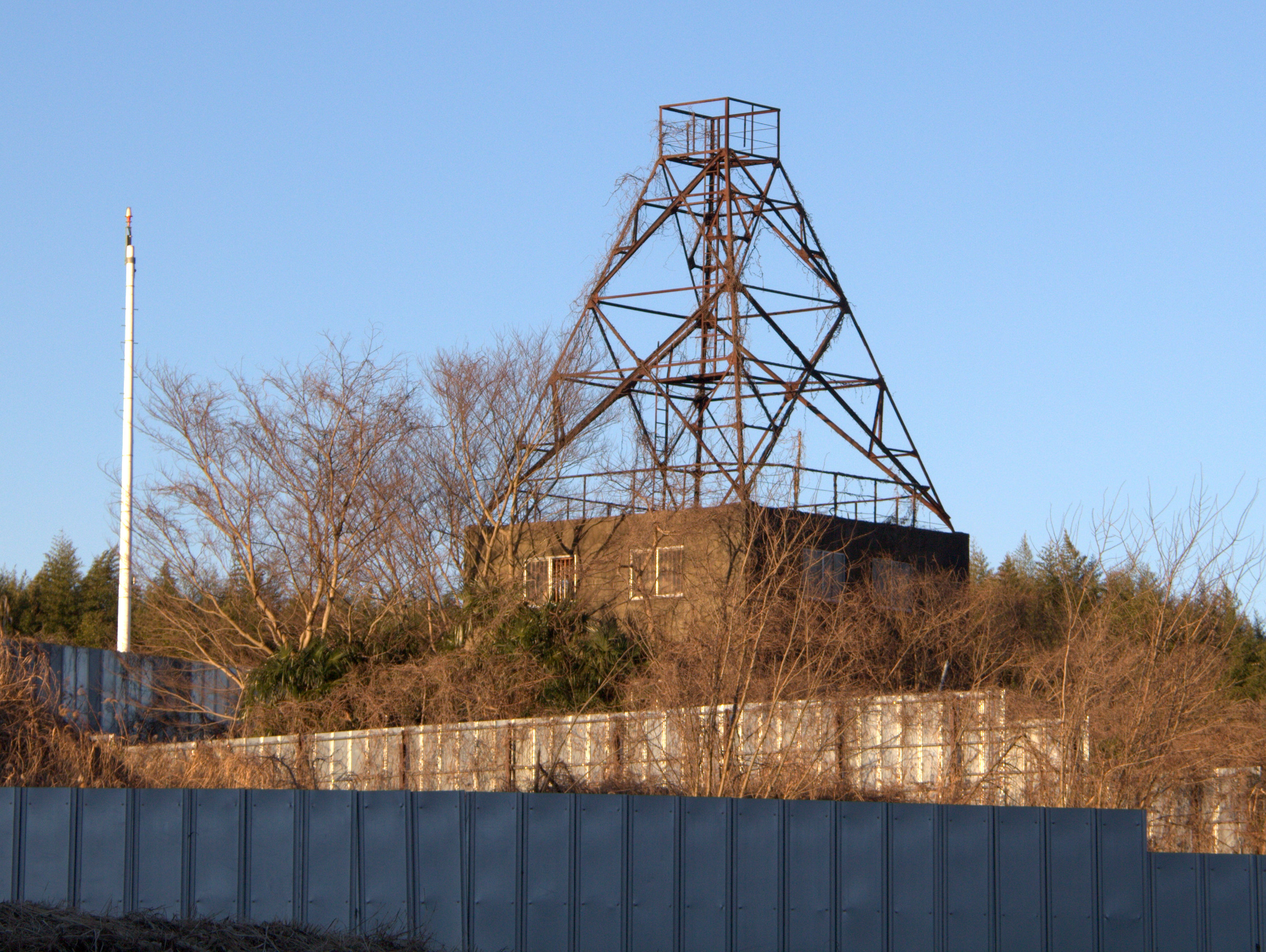
岩山鉄塔跡地に再建された、「岩山闘争記念館」

二度に亘る行政代執行により空港敷地（1期地区）が確保されると、反対派は1972年3月にA滑走路の延長線上で高さ62.25メートルの「岩山鉄塔」（岩山大鉄塔）を建設することで、航空機の離着陸そのものを物理的に妨害し、飛行検査も実施できないようにした。
更に反対同盟は鉄塔の共有持ち株を売り出し、全国からカンパを集めるとともに撤去手続きを煩雑化することを狙っており、戸村代表は「10万人で共有しておれば、撤去にはいちいち持ち主に通知しなければならず、そんなことをしていたら5年、10年はすぐたってしまう。仮に無理に倒そうとしても、全国から集まる持ち主が黒山の人垣を作って鉄塔を守るだろう」と揚言した。
1977年1月11日、福田内閣が閣議で年内開港を宣言し、開港の最大の障害であり反対派のシンボルでもあった「岩山鉄塔」を巡って、反対派と当局が衝突することとなる。
同年1月19日から、鉄塔撤去のための重機を運び込む道路の建設工事が始まる一方で、反対派は4月17日に三里塚第一公園で「鉄塔防衛全国総決起集会」を開催し、闘争史上最大の2万3000人を全国から集めて気勢を示した。
同年5月2日に、空港公団が航空法第49条1項違反として、鉄塔撤去の仮処分申請を千葉地方裁判所に提出し、千葉地方裁判所は5月4日に書面審理のみで仮処分を決定した。
5月6日午前3時ごろ、2100人の機動隊が鉄塔周辺を制圧・封鎖し、反対派を排除した。午前4時過ぎに現場に到着した北原鉱治事務局長（当時）に対し、千葉地裁執行官が鉄塔の検証終了と鉄塔の撤去を一方的に通告し、周囲を反対派が取り囲む中で作業が進められ、午前11時過ぎに鉄塔の撤去を完了した。このとき、鉄塔は航空法違反部分だけでなく根元から切断撤去された。
空港公団側は撤去自体は激しい抵抗に遭わずに滞りなく行えたものの、仮処分の口頭弁論を上申していたのに事前通告無しで不意打ちを受けた反対派は反発した。
1971年の行政代執行が終了して以降、定期的に開催していた反対集会においては農民らは機動隊とぶつかろうとする学生セクトに対して「今は血を流すときではない」と抑制していたが、鉄塔撤去によって農民自身のタガが外れたため、この日の集会は最初から逮捕覚悟の殺気立った闘争に変質していた。
岩山鉄塔はその後、1990年に新東京国際空港の安全確保に関する緊急措置法（通称：成田新法、現在の成田国際空港の安全確保に関する緊急措置法）第3条第1項の規定に基づく使用禁止命令によって使用禁止になった。

### 警察
一方、警察側では1971年の第二次行政代執行中に発生した東峰十字路事件で既に3人の殉職者を出しており、反対派に対する激しい憎悪と恐怖が機動隊員の中で蔓延していたことが推測される。
また、当時反対同盟における実力闘争の主力であった青年行動隊員らが東峰十字路事件の裁判の被告となっていたため参加できず、戦いの担い手を支援の学生・団体に頼ったために外部から観ればゲバヘル姿ばかりとなっていた。その結果、機動隊員の目には上述の警察の主張の通り反対派が「極左暴力集団」としか映らず、これに対し容赦のない攻撃を加えた可能性がある。220人の部隊で倍以上の集団を相手にした警察側の被害も大きく、警察官のうち125人が負傷しており、5月17日までに検挙できたのはわずか25人であった。

## 事件の影響
この事件をもって、反対派と警察の双方に三里塚闘争での直接的な死者が出たことになる。
仲間の「非戦闘員」を「殺害」された、反対派の警察に対する怒りは激しく、5月9日の芝山町長宅前臨時派出所襲撃事件につながることとなる。
5月14日に、吉川勇一・前田俊彦・中山千夏・荒畑寒村・羽仁五郎・大江健三郎・日高六郎など、市民運動家・文化人25人が、大鉄塔撤去と東山の死に抗議する声明を出した。
5月29日に開催された「東山君虐殺糾弾集会」には反対派1万8000人が結集し、デモで逮捕者71人を出すとともに、機動隊との衝突で79人が負傷した。同日の早朝には、新空港自動車道（現・東関東自動車道）の四街道インターチェンジ付近で、警視庁第九機動隊の車列へ過激派がラジコン操縦する乗用車が突入している。このとき過激派が攻撃に使った車両に搭載されていた火炎発射装置が故障していたため、大事故を免れた。
事件後、警察は成田空港警備でのガス弾の積極的な使用を控えるようになった。
現在でも、この事件は三里塚闘争における反対派の犠牲者として特に強調されることが多い。